# Stamnodes costinotata
Stamnodes costinotata là một loài bướm đêm trong họ Geometridae.